# Die Millionen eines Gehetzten
Die Millionen eines Gehetzten ist ein französisch-italienisches Filmdrama von Jean-Pierre Melville aus dem Jahre 1963. Es basiert auf dem Roman L’Aîné des Ferchaux von Georges Simenon.

## Handlung
Michel Maudet ist ein junger Boxer, dem nach einer weiteren Niederlage der Vertrag gekündigt wird. Zur selben Zeit erfährt der Bankier Dieudonné Ferchaux, dass er wegen diverser Verbrechen aus der Kolonialzeit verhaftet werden soll. Bevor er in die USA flieht, wo er sein Vermögen deponiert hat, sucht er einen Leibwächter. Michel bewirbt sich und erhält den Job, die beiden reisen zusammen in die USA. Dort angekommen erfährt Ferchaux, dass sein Vermögen blockiert wurde, und er aus den USA ausgewiesen werden soll.
Die beiden wollen nun in einem gemieteten Wagen Richtung Süden gelangen. Während der Fahrt, bei der sie permanent durch das FBI beobachtet werden, sucht Michel die ganze Zeit nach einer Gelegenheit, den Alten auszurauben und zu verlassen.
Am Ende gelangen sie nach New Orleans, wo Ferchaux, dem das Klima nicht gut bekommt, jedoch erkrankt, sodass Michel ihn trotz des dauernden Psychoterrors durch ihn pflegen muss. Genervt davon, geht Michel eines Abends in die Stadt, betrinkt sich und bandelt mit einer Tänzerin an.
Irgendwann schlägt ihm der örtliche Barkeeper, in dessen Bar Michel schon öfter war, vor, gemeinsam Ferchaux zu ermorden und auszurauben. Michel beschließt jedoch, den Plan alleine auszuführen. Als Ferchaux merkt, was Michel vorhat, bekommt er einen Herzinfarkt. Michel begibt sich zu der Tänzerin, bekommt jedoch Gewissensbisse und kehrt zurück.
Zurück in der Villa, kann er den Barkeeper und seinen Komplizen in die Flucht schlagen, die ihrerseits versuchen, Ferchaux auszurauben. Dabei wird Ferchaux tödlich mit einem Messer verletzt und stirbt in den Armen von Michel.

## Kritiken
„Die elegische Desperado-Geschichte gehört zu den schönsten Filmen Melvilles; der Aufbau ist klar und prägnant, die Inszenierung lakonisch und dicht, die Figurenzeichnung bemerkenswert differenziert.“

„Dieses intelligente und gepflegte Kunstwerk lässt uns in der Tat schließlich ganz gleichgültig.“

„‚L’Aîné des Ferchaux‘ ist Melvilles erster Farbfilm, sein dritter und letzter mit Belmondo, sein kontemplativster, persönlichster, am wenigsten ‚eisiger‘ Film. Zugleich ein ‚road movie‘, das Melvilles Traum vom Mythos Amerika evoziert, und eine an Hawks (‚Red River‘) erinnernde Geschichte über Vater-Sohn-Konflikte, Männer-Freundschaft und Verrat, Wahrheit und Lüge, Mut und Feigheit.“

## Trivia
Im Jahr 2001 wurde für das französische Fernsehen ein Remake des Films unter Regie von Bernard Stora gedreht, in dem Jean-Paul Belmondo die Rolle des Paul Ferchaux spielt. Samy Naceri hat in diesem Film die Rolle des jungen Mike Maudet.  